# Słupia
A Słupia (kasub nyelven Słëpiô, német nyelven Stolpe) egy folyó Észak-Lengyelországban, a Balti-tengerbe ömlik. Hossza 138 km, vízgyűjtő területe 1620 km².

## Útja
A forrása Sierakowska Huta mellett, a 200 m magasan fekvő lápon, a Kasub tóvidéken található. A felső szakaszán a homlokmoréna területén és több tavon, az erdős közép szakaszán homokos-agyagos fenékmoréna hordalékán folyik át.  Ezután az alsó szakaszán Słupsktól, az agyagos-tőzeges völgyeken és a torkolati szakaszán homokdűnék területén folyik át. Közvetlenül a Balti-tengerbe Ustkában ömlik.

## Fontosabb mellékfolyói
A forrástól számítva:
- Bytowa
- Kamienica
- Skotawa
- Kwacza

## Gazdasága
A Słupia torkolati szakaszán az ustkái kikötő található.
A folyón a 20 század elején 4 vízierőművet építettek:
- Gałąźnia Mała
- Strzegomino
- Krzynia
- Struga

2 tartály, Konradowo és Krzynia létrehozták is.
Gowidlińskie-tótól torkolatáig 125 kilométeres kajakútvonal vezet. 62 kilométeres szakasza Sulęczyno-tól Gałąźnia Małáig a legismertebb pomerániai szakasszal, az úgynevezett Rynna Sulęczyńskával, fordul elő hegyvidéki kajakútvonalok listáján. A mellékfolyóin, a Bytowán, a Kamienicán és a Skotawán kajakozás lehetséges is. 

## Folyómenti városok
- Słupsk
- Ustka

## Fordítás
Ez a szócikk részben vagy egészben  a   Słupia (rzeka) című lengyel Wikipédia-szócikk ezen változatának fordításán alapul.  Az eredeti cikk szerkesztőit annak laptörténete sorolja fel. Ez a jelzés csupán a megfogalmazás eredetét és a szerzői jogokat jelzi, nem szolgál a cikkben szereplő információk forrásmegjelöléseként.